# Eudóxia da Bulgária
Eudóxia da Bulgária (em búlgaro: Княгиня Евдокия; romaniz.: Evdokia da Bulgária; Sófia, 5 de janeiro de 1898 – Friedrichshafen, 4 de outubro de 1985) foi uma princesa búlgara pertencente a Casa de Saxe-Coburgo-Gota.
Era filha do rei Fernando I da Bulgária e de sua primeira esposa, a princesa italiana Maria Luísa de Bourbon-Parma, e, irmã do rei Bóris III da Bulgária, a qual foi sua fiel confidente.
Eudóxia nunca se casou; embora houvesse rumores persistentes de que ela desejava se casar com um homem de ascendência búlgara que era dinasticamente inaceitável para época. Ela dedicou sua vida à Bulgária e atuou como primeira dama do país até que o rei Boris III se cassasse com a princesa Joana de Saboia.
Depois do Golpe de 9 de Setembro, orquestrado pelos socialistas, Eudóxia foi presa e torturada pelos comunistas; no entanto, ela foi libertada e autorizada a exilar-se do país com o resto da família real. Mais tarde, ela se estabeleceu na Alemanha, onde morava perto de sua irmã, a princesa Nadezhda. Ela faleceu em 4 de outubro de 1985 e foi enterrada na Capela do Palácio de Altshausen.